# نوفي يورنغوي
نوفي يورنغوي (بالروسية: Новый Уренгой) هي إحدى مدن روسيا في الكيان الفدرالي الروسي أوكروغ يامالو-نينيتس الذاتية.

## المناخ
يظهر الجدول التالي التغييرات المناخية على مدار السنة لنوفي يورنغوي:
| البيانات المناخية لـنوفي يورنغوي  | البيانات المناخية لـنوفي يورنغوي | البيانات المناخية لـنوفي يورنغوي | البيانات المناخية لـنوفي يورنغوي | البيانات المناخية لـنوفي يورنغوي | البيانات المناخية لـنوفي يورنغوي | البيانات المناخية لـنوفي يورنغوي | البيانات المناخية لـنوفي يورنغوي | البيانات المناخية لـنوفي يورنغوي | البيانات المناخية لـنوفي يورنغوي | البيانات المناخية لـنوفي يورنغوي | البيانات المناخية لـنوفي يورنغوي | البيانات المناخية لـنوفي يورنغوي | البيانات المناخية لـنوفي يورنغوي |
| الشهر                             | يناير                            | فبراير                           | مارس                             | أبريل                            | مايو                             | يونيو                            | يوليو                            | أغسطس                            | سبتمبر                           | أكتوبر                           | نوفمبر                           | ديسمبر                           | المعدل السنوي                    |
| --------------------------------- | -------------------------------- | -------------------------------- | -------------------------------- | -------------------------------- | -------------------------------- | -------------------------------- | -------------------------------- | -------------------------------- | -------------------------------- | -------------------------------- | -------------------------------- | -------------------------------- | -------------------------------- |
| متوسط درجة الحرارة الكبرى °م (°ف) | −22 (−8)                         | −21 (−6)                         | −13 (9)                          | −6 (21)                          | 1 (34)                           | 11 (52)                          | 18 (64)                          | 15 (59)                          | 8 (46)                           | −3 (27)                          | −13 (9)                          | −18 (0)                          | −4 (26)                          |
| متوسط درجة الحرارة الصغرى °م (°ف) | −30 (−22)                        | −30 (−22)                        | −23 (−9)                         | −17 (1)                          | −7 (19)                          | 4 (39)                           | 10 (50)                          | 8 (46)                           | 2 (36)                           | −9 (16)                          | −20 (−4)                         | −26 (−15)                        | −11 (11)                         |
| الهطول مم (إنش)                   | 27 (1.1)                         | 20 (0.8)                         | 24 (0.9)                         | 25 (1.0)                         | 34 (1.3)                         | 48 (1.9)                         | 57 (2.2)                         | 64 (2.5)                         | 61 (2.4)                         | 45 (1.8)                         | 36 (1.4)                         | 30 (1.2)                         | 471 (18.5)                       |
| المصدر: World Climate Guide       |                                  |                                  |                                  |                                  |                                  |                                  |                                  |                                  |                                  |                                  |                                  |                                  |                                  |

## أعلام
- غولناز غوبايدولينا